# Ivana Maksimović
Ivana Maksimović (in serbo Ивана Максимовић?; Belgrado, 2 maggio 1990) è una tiratrice a segno serba, vincitrice di una medaglia d'argento ai Giochi olimpici di Londra 2012.
È la figlia di Goran, a sua volta ex tiratore di tiro a segno di alto livello.

## Palmarès

### Giochi olimpici
- 1 medaglia:
  - 1 argento (carabina 50 metri 3 posizioni a Londra 2012).

### Mondiali
- 2 medaglie:
  - 2 bronzi (carabina 50 metri 3 posizioni a Monaco di Baviera 2010; carabina 10 metri aria compressa a squadre a Granada 2014).

### Europei
- 6 medaglie: 
  - 2 ori (carabina 10 metri aria compressa a squadre a Mosca 2014; carabina 50 metri 3 posizioni a Maribor 2015);
  - 2 argenti (carabina aria compressa 10 metri a squadre a Vierumäki 2012; carabina 10 metri aria compressa a squadre a Tallinn 2023);
  - 2 bronzi (carabina 50 metri 3 posizioni a Osijek 2013; carabina 10 metri aria compressa a Mosca 2014).

### Giochi del Mediterraneo
- 2 medaglie: 
  - 1 oro (carabina 50 metri 3 posizioni a Mersin 2013);
  - 1 argento (carabina 10 metri aria compressa a Mersin 2013).

### Universiadi
- 2 medaglie:
  - 1 argento (carabina 10 metri aria compressa a squadre a Gwangju 2015);
  - 1 bronzo (carabina 10 metri aria compressa a Gwangju 2015).